# Третьеиюньский переворот
«Третьеию́ньский переворо́т» — широко распространённое название произошедшего 3 (16) июня 1907 года в Российской империи досрочного роспуска II Государственной Думы, сопровождавшегося изменением избирательной системы.
Ключевой причиной роспуска Думы послужила невозможность наладить конструктивное взаимодействие между правительством, возглавляемым премьер-министром П. А. Столыпиным, и Думой, значительную часть которой составляли представители крайних левых партий (социал-демократы, социалисты-революционеры, народные социалисты) и примыкавшие к ним трудовики. II Дума, открывшаяся 20 февраля 1907 года, имела не менее оппозиционное настроение, чем ранее распущенная I Дума. Дума проявила тенденцию к отклонению всех правительственных законопроектов и бюджета, а законопроекты, предлагавшиеся Думой, заведомо не могли быть утверждены Государственным Советом и императором. Сложившаяся ситуация представляла собой конституционный кризис — Основные государственные законы (фактически конституция России) позволяли императору в любой момент распустить Думу, но он был обязан созвать новую Думу и не мог без её согласия изменить избирательный закон; но при этом следующая Дума, предположительно, не отличалась бы по оппозиционности от распущенной.
Правительство нашло выход из кризиса в одновременном роспуске Думы и изменении избирательного закона для выборов в следующую Думу. Предлогом для роспуска послужило посещение социал-демократических депутатов Думы делегацией солдат петербургского гарнизона, передавших им «солдатский наказ». П. А. Столыпин использовал это незначительное событие для того, чтобы 1 июня 1907 года, представляя данный эпизод в виде развёрнутого заговора против государственного строя, потребовать от Думы отстранения от участия в заседаниях 55 депутатов социал-демократической фракции и снятия депутатской неприкосновенности с шестнадцати из них. Дума, не дав немедленный ответ правительству, учредила особую комиссию, заключение которой должно было быть оглашено 4 июня. Не дожидаясь ответа Думы, Николай II 3 июня распустил Думу, опубликовал изменённый избирательный закон и назначил выборы в новую Думу, которая должна была собраться 1 ноября 1907 года. II Дума просуществовала 103 дня.
Роспуск Думы был прерогативой императора, но одновременное изменение избирательного закона являлось нарушением требований статьи 87 Основных государственных законов, по которым избирательный закон мог быть изменён только при согласии Государственной Думы и Государственного Совета; по этой причине данные события получили известность как «третьеиюньский переворот».
Избирательный закон был изменён таким образом, что круг избирателей значительно сузился, а избиратели с высоким имущественным цензом (землевладельцы и горожане высшего ценза, то есть преимущественно домовладельцы) получили фактический контроль над выборами на большинство парламентских мест. Большинство в III Думе перешло к проправительственным фракциям — октябристской и националистической, позиции левых партий были существенно подорваны. Новая Дума сумела наладить конструктивную законодательную работу в контакте с правительством. В то же время новый избирательный закон поколебал представления населения о том, что депутаты Думы являются его представителями.
Роспуск II Думы совпал по времени с заметным ослаблением забастовочного движения, аграрных волнений. В стране наступило относительное спокойствие. 3 июня принято считать последним днём Первой русской революции.
В 1911—1913 годах достоянием общественности стали сведения о том, что написание «солдатского наказа» и организация визита солдатской делегации к социал-демократическим депутатам происходили при активном участии внедрённых в петербургскую Военную организацию РСДРП агентов Охранного отделения. Вопрос о том, была ли ситуация с «солдатским наказом» организована по приказу П. А. Столыпина или по собственной инициативе полиции, или же полицейские информаторы донесли властям о происходящих событиях, остаётся по сей день нерешённым.

## Политическая ситуация весной 1907 года

### Общая политическая ситуация

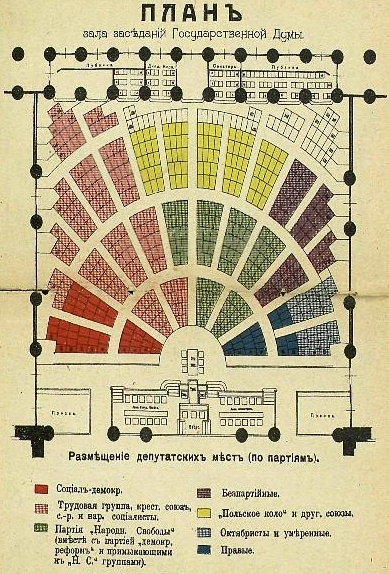
Схема распределения депутатов II Думы по фракциям

20 февраля 1907 года в Таврическом дворце в Санкт-Петербурге собралась II Государственная Дума. С момента роспуска I Думы прошло менее восьми месяцев. Новая Дума была избрана по тому же избирательному закону, что и предшествующая.
На выборы в Думу оказали воздействие два новых фактора:
- в выборах во II Думу (в отличие от I Думы) приняли участие социал-демократы, эсеры и народные социалисты;
- от выборов были отстранены почти все видные члены кадетской фракции I Думы, подписавшие «Выборгское воззвание» (они находились под следствием по этому поводу и не имели права участия в выборах).

В Думе, при 518 избранных депутатах, оказалось 118 депутатов крайних левых фракций (социал-демократы, социалисты-революционеры и народные социалисты), 104 депутата крестьянской фракции трудовиков (обычно примыкавшей к эсерам), 98 депутатов от умеренно-левой конституционно-демократической партии (кадетов), 93 депутата национальных фракций (казачья, польское коло, мусульманская). Правительственный лагерь был крайне мал и состоял из 20 депутатов «Союза 17 октября» (октябристов), 24 умеренно-правых и 10 правых депутатов.
Большинство Думы было крайне оппозиционным. Проправительственные фракции не могли набрать большинства даже при маловероятной блокировке с кадетами.
Кадеты с большим трудом смогли провести в председатели Думы своего представителя Ф. А. Головина и, пользуясь центральным положением в политическом спектре, пытались по возможности выполнять стабилизирующую функцию ведущей фракции.
Кадеты в новом парламенте изменили тактику на более спокойную; по выражению П. Н. Милюкова, они выбрали «не штурм, а правильную осаду». Сохраняя требование ответственного министерства, кадеты старались конструктивно сотрудничать с правительством по вопросам, не имеющим принципиального политического значения. Кадетское руководство боялось возможного роспуска Думы и стремилось не переходить к явным столкновениям с правительством, предпочитая тактику затяжек в рассмотрении правительственных законопроектов их отклонению.
Но эффект от некоторого смещения вправо кадетской фракции был полностью уничтожен тем обстоятельством, что в новой Думе крайне активизировались правые и левые фракции. Агрессивные столкновения между идейными противниками, шум и гвалт, оскорбительные выкрики с мест стали обычными для думских заседаний. Председатель Думы кадет Головин не имел решительности и воли пресекать безобразные выходки, а оставшиеся безнаказанными правые и левые депутаты распалялись все более и более.
В перерыве между роспуском I и созывом II Думы правительство Столыпина развило активную законодательную деятельность. Большое количество новых законов, принятых в междудумье по статье 87 (см. ниже), было внесено в Думу на утверждение.

### Основные политические конфликты
Главнейшие непреодолимые противоречия между Думой и правительством сводились к двум темам — «ответственному министерству» и «аграрному вопросу».
Правительство выступало против ответственного, то есть назначаемого парламентом, министерства, но при этом к моменту созыва II Думы трижды пыталось назначить на часть министерских должностей представителей думского большинства. Последняя попытка была сделана Столыпиным в июле 1906 года. Но общественные деятели были уверены, что будущая II Дума сможет принудить правительство к созданию ответственного перед ней кабинета, поэтому они имели мало заинтересованности в превращении в коронных министров смешанного общественно-чиновничьего кабинета. Возможность вхождения в правительство они обставляли такими условиями, которые заведомо не могли быть приняты Столыпиным. В результате и император, и Столыпин к моменту открытия Думы полностью разочаровались в идее участия думских политиков в правительстве. Между тем кадеты и все левые фракции выступали за правительство, назначаемое Думой, не соглашаясь ни на какие уступки.
Ещё более конфликтным был «аграрной вопрос». Оппозиционные партии считали главной мерой поддержки крестьян наделение их землёй, изъятой у помещиков. При этом социал-демократы, эсеры и трудовики считали, что следует отменить частную собственность на землю, конфисковать частные имения и раздавать землю в пользование «по трудовому принципу», то есть уравнительно мелким крестьянским хозяйствам, а кадеты считали, что некоторая часть помещичьей земли должна быть принудительно выкуплена государством и передана крестьянским общинам. Правительство тем временем уже начало проводить аграрную реформу, построенную на совершенно других принципах (основные документы реформы были приняты летом 1906 года, в промежутке между I и II Думами). По мысли Столыпина, реформа была сконцентрирована на предоставлении крестьянам права собственности на землю (прежде общинную) и рациональном землеустроении. При этом земля ни у каких собственников не отбиралась; но государство на льготных условиях кредитовало покупку земли крестьянами. Хотя правительство было готово на мелкие изменения аграрных законов в ходе обсуждения в Думе, любые формы изъятия земли у частных собственников, за плату или без, оно признавало неприемлемыми.

### Правительство П. А. Столыпина и Дума

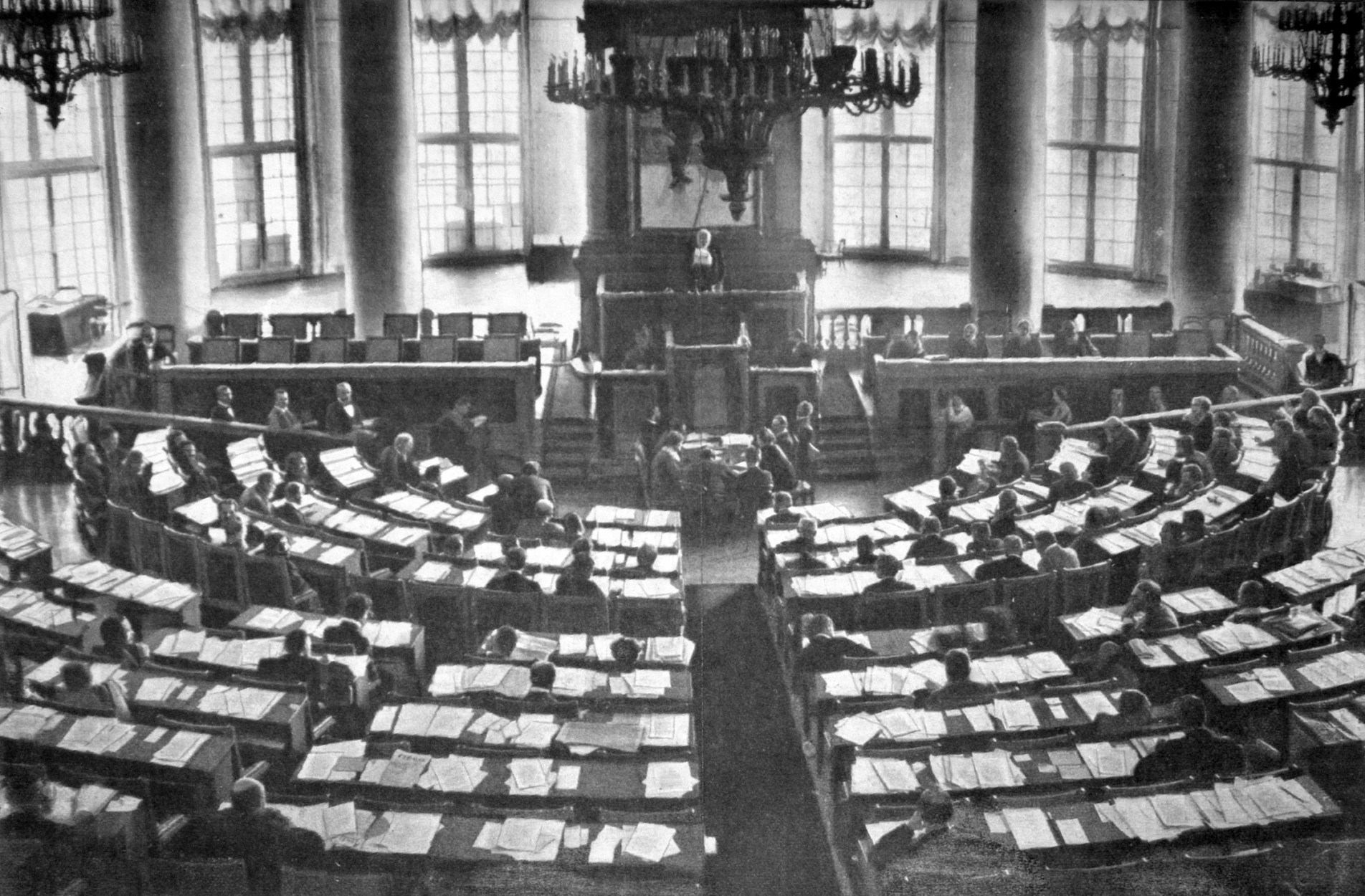
Зал заседаний Думы в Таврическом дворце

6 марта П. А. Столыпин огласил в Думе развёрнутую правительственную программу реформ, затрагивающих все сферы государственной жизни. «Восторгу правых не было предела. Правительство в этот день, на глазах у всех, обрело и главу, и оратора. Когда Столыпин вернулся на место, министры встретили его полной овацией, чему других примеров я в Думе не видел. Многим из нас только партийная дисциплина помешала тогда аплодировать». Последовавшая затем дискуссия показала, что депутаты крайних фракций мало заинтересованы в обсуждении сути правительственных предложений, но используют их как предлог для ожесточённых нападок друг на друга, а левые фракции — для антиправительственных заявлений демагогического толка и прямых призывов к революции. Столыпин, не удержавшись, выступил с незапланированной ответной речью, получившей затем большую известность: «Эти нападки рассчитаны на то, чтобы вызвать у правительства, у власти паралич и воли, и мысли, все они сводятся к двум словам, обращенным к власти: „Руки вверх“. На эти два слова, господа, правительство с полным спокойствием, с сознанием своей правоты может ответить только двумя словами: „Не запугаете“».
Обсуждение большинства законопроектов, внесённых правительством (часть из них была принята в междудумье на основании статьи 87 и внесена в Думу для утверждения, часть вносилась впервые), шло в неконструктивном направлении; часть из них застряла в вяло работающих комиссиях, а в другую часть левыми фракциями вносились поправки такого рода, которые, с точки зрения правительства, были заведомо недопустимыми. Положение осложнялось тем, что Основные законы предусматривали принятие законов как результат консенсуса Думы, Государственного совета и императора. Таким образом, Дума могла либо утверждать предлагаемые правительством законопроекты, либо выдвигать собственные законодательные инициативы при условии налаживания конструктивных контактов с Государственным советом и правительством, проведения предварительных неофициальных консультаций и совещаний и т. п. действий. Любые законодательные инициативы думских партий, которые не совпадали с позицией правительства и не сопровождались предварительными консультациями с ним, в рамках существовавшей политической системы оказывались неконструктивными — они заведомо не имели шансов стать законами и представляли собой не более чем саморекламу оппозиционных политических сил. Но думские лидеры от кадетов и левее не проявляли намерения наладить с правительством и Государственным Советом деловые контакты. Большое беспокойство правительству доставляло и то, что Дума не торопилась с принятием бюджета на 1907 год, который уже начался — к концу мая бюджет не был полностью рассмотрен даже в подкомиссиях бюджетной комиссии Думы.
Письма П. А. Столыпина Николаю II за период до 17 апреля 1907 года показывают, что премьер-министр не сформировал определённого представления о перспективах работы Думы: «настроение Думы разнится от прошлого» (6 марта), «…продолжается словоизвержение зажигательного характера, а о работе не слышно» (14 марта), «… впечатление тусклое и серое…. Дума „гниёт на корню“» (9 апреля), «Думаю, что вопрос всё же пройдет, так как роспуска панически боятся» (16 апреля).
В целом впечатление от работы Думы складывалось противоречивое: небольшой центр, состоявший из кадетов, пытался «беречь Думу» и наладить её работу, но численно большой левый фланг всеми силами противодействовал этому. И в определённой части правительственного лагеря, и в обществе господствовало убеждение, что II Дума неизбежно будет распущена, как и её предшественница.
По впечатлению министра финансов В. Н. Коковцова, наблюдалось «…невыносимое положение самой добросовестной власти перед неудержимою злобою расходившегося, „народного представителя“, возомнившего себя уже полновластным хозяином захваченного им положения. Такое состояние не могло держаться долго и должно было разразиться рано или поздно непримиримым конфликтом между властью и Думою, притом совершенно безразлично, по тому или иному поводу. Повод был просто безразличен, потому что неизбежность столкновения не вызвала сомнения ни в ком, и неизвестно было только, сколько времени протянется это невыносимое состояние и когда именно лопнет давно назревший нарыв».
Схожим образом представлял будущее Думы и один из лидеров партии социал-демократов В. И. Ленин: «Новая схватка надвигается неумолимо: либо победа революционного народа, либо такое же бесславное исчезновение второй Думы, как и первой, а затем отмена избирательного закона и возврат к черносотенному самодержавию…»

## «Основные государственные законы» и конституционный кризис

### Конституционное законодательство
Основные государственные законы Российской империи были изданы при императоре Николае I в 1832 году. Первоначально Основные законы были посвящены только статусу императора и императорского дома, а также порядку престолонаследия. При учреждении Государственной Думы и Государственного Совета с участием выборных членов в 1906 году возникла естественная необходимость законодательно отразить основные полномочия и принципы работы этих новых законодательных институтов.
Само понятие конституции было, с правительственной точки зрения, неприемлемым. Требование конституции в период 1905—1906 годов стало одним из главных лозунгов революционных и оппозиционных партий; принятие конституции представлялось власти капитуляцией перед демократическими силами и фактическим падением самодержавия. Поэтому необходимые правовые нормы, конституционные по своему значению, 23 апреля 1906 года были добавлены к Основным государственным законам, таким образом превратившимся в неполноценную конституцию. Некоторые правоведы воспринимали Основные законы как «октроированную конституцию», а некоторые не считали конституцией вовсе. Основные законы не описывали важнейшие элементы государственного устройства, например, наличие сословий, структуру судебной власти, разделение государства на губернии и области и т. д. Официальные лица никогда не называли Основные законы конституцией.
Обновлённые Основные законы имели в своём составе неполную декларацию прав гражданина: подданным предоставлялись неприкосновенность собственности и жилища, свобода вероисповедания, право отвечать за нарушение закона только перед судом, свобода слова, собраний и образования обществ и союзов. Но права избирать представителей в Государственную Думу и Государственный Совет Основные законы подданным не предоставляли, равно как и не содержали никаких заявлений о равенстве граждан. Таким образом, закон дозволял лишать любые группы лиц политического представительства, а также допускал представительство разных групп на неравных условиях.
В Законах содержались видимые противоречия. С одной стороны, император осуществлял самодержавную власть (статья 1, при этом понятие «самодержавности» не расшифровывалось); с другой стороны, никакой новый закон не мог последовать без одобрения Государственной Думы и Государственного Совета и «восприять силу» без утверждения императора (статья 86).
Для Государственной Думы устанавливался пятилетний срок полномочий. Император был обязан созывать Думу и Государственный Совет ежегодно, но продолжительность их занятий и сроки в перерывах их занятий он мог установить произвольно. Император имел право распустить Думу и Государственный Совет в любой момент, но одновременно с этим был обязан назначить выборы. Обязательный срок между роспуском (или окончанием полномочий) Думы и созывом следующей Думы не устанавливался.
Большую важность имела статья 87, гласившая: «Во время прекращения занятий Государственной Думы, если чрезвычайные обстоятельства вызовут необходимость в такой мере, которая требует обсуждения в порядке законодательном, Совет Министров представляет о ней Государю Императору непосредственно. Мера эта не может, однако, вносить изменений ни в Основные Государственные Законы, ни в учреждения Государственного Совета или Государственной Думы, ни в постановления о выборах в Совет или в Думу. Действие такой меры прекращается, если подлежащим Министром или Главноуправляющим отдельною частью не будет внесён в Государственную Думу в течение первых двух месяцев после возобновления занятий Думы соответствующий принятой мере законопроект, или его не примут Государственная Дума или Государственный Совет». Но этот порядок не распространялся на государственную роспись (бюджет); если Дума не принимала бюджет в необходимый срок, исполнялся бюджет прошлого года.
Законодательной инициативой пересмотра Основных государственных законов обладал только император.

### Конституционный кризис
Система заключала в себе возможность конституционного кризиса. Если Дума и император не приходили к согласию, они могли взаимно блокировать законодательную деятельность. Император мог сколько угодно раз распускать Думу, допуская любые промежутки между созывами, и управлять при этом, издавая временные законы на основании статьи 87. Дума, в свою очередь, имела возможность в первый же день своей работы отменять все изданные императором законы и отказывать в утверждении бюджета, после чего император мог её распустить и издать те же законы ещё раз, и так далее и далее. Бюджет при этом бы не утверждался, что означало исполнение бюджета прошлого года без изменений.
Именно по этому неблагоприятному сценарию и развивались события 1906—1907 годов. I Дума категорически отказалась утверждать как бюджет, так и все предлагаемые правительством законы; правительство, в свою очередь, намеревалось отклонить все законопроекты Думы (впрочем, они не имели ни малейшего шанса пройти через Государственный Совет); император распустил Думу. Настроение новой II Думы было более спокойным, но надежды на то, что Дума и правительство смогут наладить законодательный и бюджетный процесс, у Столыпина всё же не было (во всяком случае, после конфликта в Думе 17 апреля, см. ниже). Без нарушения Основных законов цикл «досрочный роспуск — избрание новой оппозиционной Думы» мог оказаться бесконечным.

## Инцидент в Думе 16 апреля 1907 года
На закрытом заседании 16 апреля, посвящённом обсуждению закона о контингенте новобранцев, социал-демократический депутат А. Г. Зурабов выступил с резкой речью. Начав с критики военной и бюджетной политики правительства, он, в пересказе графа В. Н. Коковцова, «…закончил прямым призывом к вооружённому восстанию, в котором понявшие, наконец, гнусную роль правительства войска сольются с разорённым населением и свергнут ненавистное правительство, в своем слепом заблуждении не видящее, что войска давно только ждут минуты свести свои счёты не с внешним, а с внутренним врагом». На самом деле Зурабов сказал не так много. Он заявил: «Такая армия будет великолепно воевать с нами и нас, господа, разгонять и будет всегда терпеть поражение на востоке». По понятиям того времени подобное заявление было тяжёлым оскорблением армии; правые депутаты подняли крик. Растерявшийся председатель Думы кадет Головин не сумел (или не решился) ни остановить Зурабова, ни высказать ему порицание.
Попросивший ответного слова военный министр генерал А. Ф. Редигер коротко заявил, что отвечать на подобную брань ниже достоинства правительства, после чего все присутствующие министры покинули заседание. Это стало формальным разрывом между правительством и Думой. Министры, из чувства служебного и личного достоинства, были более не намерены посещать заседания Думы, в котором их (и корону в их лице) подвергают прямым оскорблениям без вмешательства председательствующего и наказания виновных.
Позже опомнившийся Головин сделал Зурабову устное замечание, но, поставив на голосование вопрос об отстранении Зурабова от участия в заседаниях (отстранение на 15 заседаний было максимальным наказанием, которому мог подвергнуться депутат), не смог добиться большинства голосов. Столыпин переговорил с Головиным по телефону и объяснил, что правительство воспримет как коллективное извинение Думы, если Дума примет формулу перехода (форма резолюции Думы, в которой она могла произвольно, независимо от повестки дня, заявлять свою позицию) с выражением уважения к армии, а Головин явится к Редигеру и принесёт извинения. В противном случае Столыпин считал невозможным появление военного министра в Думе.
Столыпин на следующий день написал Николаю II письмо, в котором изложил события. Тон письма был достаточно мягким, Столыпин явно рассчитывал решить дело мирным путём.
В тот же день на заседании Совета министров П. А. Столыпин, настроение которого сильно изменилось не в пользу Думы, объявил, что он намерен добиваться роспуска Думы с одновременным изменением избирательного закона. Граф В. Н. Коковцов, в то время министр финансов, полагал, что в этот день судьба II Думы была окончательно решена; все дальнейшие события повлияли только на то, в какой именно день и каким именно образом будет распущена Дума. В этот же день Головин принёс извинения Редигеру, но формула перехода принята не была.
Коковцов, бывший с еженедельным докладом у императора через неделю после событий, вспоминал о том, что Николай II был серьёзно настроен на немедленный роспуск Думы. Отношения между правительством и Думой заметно испортились, хотя министры при необходимости и продолжали посещать Думу.

## «Солдатский наказ»
29 апреля 1907 года в Политехническом институте по инициативе петербургской Военной организации РСДРП («Временное бюро боевых и военных организаций при Петербургском комитете РСДРП») состоялось собрание солдат, на собрании присутствовал депутат Думы социал-демократ Л. Ф. Герус. Собрание постановило составить «солдатский наказ», рассказывающий о трудностях военной службы, и с особо избранной делегацией передать его депутатам социал-демократической фракции Думы. Написание солдатского наказа было поручено социал-демократу В. С. Войтинскому.
Военная организация находилась под тщательным надзором полиции, два её участника — Екатерина Шорникова и Болеслав Бродский — были полицейскими информаторами. Внимание полиции к Военной организации РСДРП не было случайным — организация обратила на себя внимание ещё в эпоху I Думы. В мае — июле 1906 года были проведены многочисленные обыски и аресты членов организации (судебный приговор 17 революционерам по этому делу будет вынесен в сентябре 1907 года). C января 1907 года шла слежка за школой-лабораторией, обучавшей изготовлению бомб; школа, после ряда арестов в начале 1907 года, переместилась в Финляндию, в район станции Куоккала. Слежку за Военной организацией координировал сотрудник Охранного отделения полковник В. И. Еленский.
Готовый документ, названный «Наказ воинских частей петербургского гарнизона в социал-демократическую фракцию Государственной думы», оказался в руках Екатерины Шорниковой, исполнявшей в организации обязанности делопроизводителя. Шорникова немедленно известила о событиях полковника Еленского, Еленский доложил начальнику отделения полковнику А. В. Герасимову, а тот, в свою очередь, немедленно информировал премьер-министра П. А. Столыпина.
Столыпин проявил неожиданную заинтересованность в деле и потребовал раздобыть копию «наказа»; Шорникова немедленно изготовила две копии, из которых к одной даже приложила печать Военной организации. Ознакомившись с документом, Столыпин отдал распоряжение арестовать депутатов от РСДРП с поличным непосредственно в момент визита к ним солдатской делегации. Задача не представлялась особенно сложной — все участники военной организации были известны Охранному отделению, за ними велось тщательное агентурное наблюдение.
Солдатская делегация отправилась к социал-демократам вечером 5 мая. Штаб-квартира думской фракции РСДРП, снимаемая на имя депутата И. П. Озола, располагалась в меблированных комнатах «Сан-Ремо» в доме 92 по Невскому проспекту. По неизвестным причинам полковник Еленский со своими сотрудниками замешкался, и полиция ворвалась в квартиру только после того, как солдаты из неё ушли. В квартире оказалось 35 человек, в том числе пять депутатов Думы (Д. К. Белановский, И. А. Лопаткин, И. П. Марев, И. П. Озол и Ф. И. Приходько). Полиция не имела права ни арестовать депутатов, ни начинать выемку документов до прибытия судебного следователя; всё, на что решились полицейские — задержать депутатов в квартире до прибытия судебных властей. В ожидании следователя и прокурора (продолжавшемся около двух часов) депутаты успели уничтожить многие документы. Хотя план полиции в целом провалился, обыск в квартире всё же дал некоторое количество документов противоправительственного содержания; сам наказ был, однако, вырван из рук полицейского Озолом. Хотя полиция не обыскивала и не задерживала депутатов, обыск в квартире, снимаемой депутатом, также представлял собой нарушение парламентской неприкосновенности. Затем полиция незамедлительно арестовала в казармах солдат — участников делегации, причём один из них дал подробные показания о событиях и передал свой экземпляр наказа.
Лидеры фракции социал-демократов меньшевик И. Г. Церетели и большевик Г. А. Алексинский не принимали участия в этих и всех последующих событиях, так как ранее уехали в Лондон для участия в V съезде РСДРП (см. ниже).
Ранее, 3 мая, в Финляндии (в деревне Хаапала близ станции Куоккала) были арестованы 11 членов Военной организации, при обысках были обнаружены готовые бомбы и динамит.
Текст наказа, содержавший разного рода жалобы, «…как запирает начальство солдат в каменные клетки-казармы, как мучает их непосильной и ненужной работой, как терзает их бессмысленными учениями…», не производил впечатления свидетельства о серьёзном противоправительственном заговоре. Весь механизм составления подобных наказов был отработанной практикой РСДРП — вначале под руководством РСДРП созывалось нелегальное собрание рабочих (или, в данном случае, солдат), собрание принимало решение составить так называемый наказ для местной, центральной организации или думской фракции РСДРП, наказ писался активистом РСДРП и затем использовался партийной прессой для доказательства того, что партия выполняет волю масс. Подобную практику широко поддерживали и эсеры, только по отношению к крестьянам — депутаты Думы получали сотни крестьянских наказов.

## Дальнейшие события в Думе
7 мая произошёл новый значительный инцидент. Правая фракция внесла запрос о ходивших в обществе слухах о раскрытии покушения на великого князя Николая Николаевича и Николая II. Столыпин коротко информировал Думу о произошедшем 31 марта аресте 28 членов партии социалистов-революционеров, обвинявшихся в данном преступлении (не называя, впрочем, партийную принадлежность революционеров). Все эти действия были срежиссированными — Столыпин и лидер умеренно-правых граф В. А. Бобринский предварительно согласовали свои действия, а Столыпин сделал заявление в Думе одновременно с опубликованием правительственного коммюнике в прессе. Обыск в штаб-квартире социал-демократов не упоминался.
Затем события приняли неожиданный оборот. Депутаты левых фракций внесли два спешных запроса правительству с требованиями объяснений по поводу обыска 5 мая. Запросы были составлены в агрессивном тоне; вопросы участия депутатов в революционном движении, уместности посещения членов думы делегациями солдат, содержания «солдатского наказа» не затрагивались; вместо этого акцент был сделан на нарушении депутатской неприкосновенности, которое объявлялось характерным для политики властей полицейским произволом; существование Военной организации РСДРП и посещение депутатов солдатской делегацией объявлялись измышлениями полиции. Запросы взывали к общей солидарности депутатов Думы в защите парламентских прав. Из текста запросов было понятно, что социал-демократы воспринимают обыск как удобный предлог для очередной атаки на правительство, не догадываясь о том, что на этот раз именно правительство готовится использовать этот предлог для действий против них.
Столыпин не стал уклоняться от ответа и немедленно, без всякой подготовки, сделал уверенное заявление. Он заявил, что «…полиция и впредь будет также действовать, как она действовала». Далее Столыпин перешёл к принципиальным вопросам: «Я должен сказать, что кроме ограждения депутатской неприкосновенности, на нас, на носителях власти, лежит ещё другая ответственность — ограждение общественной безопасности. Долг этот свой мы сознаём и исполним его до конца».
Разгорелась ожесточённая дискуссия, в ходе которой выступило 17 депутатов от различных фракций. Социал-демократы активно нападали на правительство, клеймя полицейский произвол; правые, умеренно-правые и националисты не менее горячо нападали на социал-демократов. Министр юстиции И. Г. Щегловитов дал подробные объяснения, также выражая убеждённость в полной правоте полиции. Щегловитов рассказал Думе об обстоятельствах, не упомянутых в запросах: собрании солдат, составлении наказа и визите солдатской делегации к думцам. Заседание окончилось официальным принятием запроса, на который правительство так никогда и не ответило (немедленные ответы Столыпина и Щегловитова в заседании были в процедурном отношении неформальными, после формальных ответов министров Дума принимала формулу перехода — своеобразную резолюцию).
После этих событий Столыпин посетил Думу ещё один раз, 10 мая. Он выступил с обширной речью, посвящённой проводимой правительством аграрной реформе (см. Столыпинская аграрная реформа). Свою речь Столыпин завершил ставшими знаменитыми словами: «Противникам государственности хотелось бы избрать путь радикализма, путь освобождения от исторического прошлого России, освобождения от культурных традиций. Им нужны великие потрясения, нам нужна Великая Россия!»

## Подготовка нового избирательного закона
Идея о необходимости изменения избирательного законодательства 1906 года, давшего неудачный (с правительственной точки зрения) состав депутатов I Думы, возникла в правительственных кругах в самом конце 1906 года, немедленно после того, как прошли выборы во II Думу. Первым из министров инициативу проявил государственный контролер П. Х. Шванебах, изложивший своё предложение Николаю II при докладе 13 января 1907 года. Премьер-министр П. А. Столыпин сказал Шванебаху, что он «ломится в открытую дверь».
К маю 1907 года товарищем министра внутренних дел С. Е. Крыжановским было составлено три варианта нового избирательного закона. В первом варианте предполагалось полностью разделить курии землевладельцев, горожан и крестьян, не объединяя их в общем губернском избирательном собрании, а также учредить особую курию для евреев. Второй вариант, как принятый, подробно описывается в последующих разделах данной статьи. Третий вариант предусматривал предоставление выбора членов Думы губернским и уездным земским собраниям. Третий вариант изначально считался неудачным и не рассматривался всерьёз. Все варианты были разработаны эскизно, для обсуждения министрами предназначался не полный текст закона, а упрощённые схемы и таблицы.
Второй вариант Крыжановский условно называл «бесстыжим». Так называемая «бесстыжесть» заключалась в том, что хотя закон предусматривал куриальные выборы и гарантировал фиксированное минимальное представительство куриям крестьян и рабочих, окончательный выбор депутатов из выборщиков данных курий принадлежал общему губернскому избирательному собранию, большинство в котором всегда имели землевладельцы и горожане высшего имущественного ценза. Таким образом, крестьяне и рабочие посылали в Думу таких представителей, которые выбирались из их числа помещиками и богатейшими горожанами.
Закон разрабатывался Министерством внутренних дел негласно, без извещения членов Совета министров.
Заседания правительства, посвящённые обсуждению нового избирательного закона, начались только в начале мая 1907 года, после обыска в квартире социал-демократической фракции. Совещания министров проходили в конспиративной обстановке — из зала заседаний были устранены все чиновники канцелярии, не составлялось журналов заседаний. Обсуждение в Совете министров выявило разделение позиций — П. Х. Шванебах и министр финансов В. Н. Коковцов держались мнения об изменении избирательного закона и годовой отсрочке созыва новой Думы, братья министр иностранных дел А. П. Извольский и обер-прокурор Святейшего Синода П. П. Извольский считали, что Думу надо распустить, а затем действовать по ситуации, министр юстиции И. Г. Щегловитов выступал за роспуск Думы и новые выборы по старому закону, П. А. Столыпин и остальные министры выступали за роспуск Думы, новый избирательный закон и немедленный созыв новой Думы. Так как Совет министров не пришёл к единому решению, было предложено просить императора назначить дальнейшие совещания в расширенном составе, с привлечением авторитетных членов Государственного Совета.
20 мая министр юстиции И. Г. Щегловитов объявил правительству о нахождении при обыске 5 мая документов, свидетельствующих о групповом участии членов Думы — социал-демократов — в противоправительственном заговоре. Стало очевидным, что новый закон должен быть принят в наикратчайший срок. К дальнейшему обсуждению ситуации были привлечены члены Государственного Совета, бывшие министры И. Л. Горемыкин, А. С. Ермолов, А. Г. Булыгин и М. Г. Акимов. Три совещания в расширенном составе прошли вяло и привели к малоопределённым выводам.

## V (Лондонский) съезд РСДРП
30 апреля (13 мая) в Лондоне открылся V съезд РСДРП. Обсуждение работы социал-демократов в Думе происходило в одиннадцати заседаниях с 5 (18) мая по 11 (24) мая. Основной доклад о работе фракции делали депутаты Думы А. Г. Алексинский и И. Г. Церетели; председательствовал на заседаниях преимущественно В. И. Ленин.
Съезд уделил много времени и внимания работе думской фракции партии. В резолюциях съезда была указана генеральная линия поведения для депутатов. Им надлежало не забывать, что их цель не полезная законодательная деятельность, а использование Думы в качестве эффективной агитационной площадки. Запрещалось блокироваться с кадетами, даже если позиции партий случайно совпадали; с партиями левее кадетов (социалистами-революционерами, трудовиками) следовало «размежевываться», если на то была возможность. Деятельность думской фракции должна была носить максимально деструктивный характер по отношению ко всему существующему режиму, включая и само учреждение Думы («выяснение народу полной непригодности Думы»). При этом перед фракцией ставилась сложная задача «ни вызывать несвоевременных конфликтов, ни искусственно предотвращать или отсрочивать конфликт путём принижения своих лозунгов». Партия, как революционная, не должна была присоединяться к требованию «ответственного министерства».
Депутатов даже пожурили за то, что они сблокировались с кадетами при выборах председателя Думы, — если бы председателя вообще не удалось избрать, это ярче бы показало народу «непригодность» Думы. Военная организация РСДРП, которая в те же дни объявлялась социал-демократами в Думе изобретением полиции, многократно упоминается в материалах съезда как действующая партийная ячейка.
На съезде происходили постоянные дискуссии между большевиками и меньшевиками. Меньшевики в большей степени были настроены на сотрудничество с другими левыми партиями и получение от работы в Думе каких-либо положительных результатов, в то время как большевики настаивали на тотально деструктивной политике.
Съезд закончился относительной победой большевиков и декларированием отказа от террористической тактики и экспроприаций.
Участники съезда не знали о разворачивающихся в Санкт-Петербурге событиях, во всяком случае, в документах съезда, закончившего работу 19 мая (1 июня), об этом нет упоминаний. Роспуск Думы съезд рассматривал как потенциальную возможность, но не немедленную угрозу. Предположение о том, что депутаты могут быть привлечены к суду, не выдвигалось. В результате съезд ограничился указаниями общего толка для думской фракции, ничего полезного для планирования конкретных действий в текущей кризисной ситуации в постановлениях съезда не имелось.

## Кризис: ультиматум правительства и роспуск II Думы

### Подготовка правительства к роспуску Думы
Подготовка к роспуску Думы шла в двух направлениях — прокуратура готовила следственные документы, доказывающие преступления социал-демократов, а правительство разрабатывало новый избирательный закон. Новый закон задерживался, завязнув в совещаниях. Наконец, П. А. Столыпин вынужден был взять инициативу в свои руки и, не дожидаясь общего решения министров, предложить Николаю II выбор из трёх имевшихся вариантов нового избирательного закона, считая необсуждаемым условием немедленный созыв новой Думы. 29 мая Николай II выбрал вариант, который сам автор законопроекта С. Е. Крыжановский называл «бесстыжим». Крыжановский приступил к составлению полного текста закона и сумел написать (по эскизным вариантам) обширнейший и сложный документ за двое суток.

### Ультиматум правительства
1 июня, в пятницу, правительство неожиданно выдвинуло Думе ультиматум. Столыпин, присутствовавший на заседании Думы, попросил объявить заседание закрытым (то есть удалить публику). Затем представитель прокуратуры зачитал постановление судебного следователя о привлечении к ответственности всей социал-демократической фракции Думы на основании результатов обыска 5 мая. Выступивший после этого Столыпин пояснил требования правительства: Думе предлагалось отстранить 55 депутатов от участия в заседаниях, а с 16 депутатов снять парламентскую неприкосновенность.
Столыпин завершил свою речь словами: «…какое бы то ни было промедление в удовлетворении этого требования или удовлетворение его в неполном объёме поставит правительство в невозможность отвечать за безопасность государства». Это был ультиматум с однозначной угрозой роспуска; но дата роспуска не была названа.
После Столыпина выступил представитель прокуратуры, огласивший постановление о предании депутатов суду.

### События в Думе
Теоретически, требования правительства могли быть удовлетворены; большинство голосов образовалось бы, если бы за это выступили все партии, кроме самых левых — социал-демократов, трудовиков и социалистов-революционеров. Но подобные инициативы даже не обсуждались кадетами, благодаря председательству Головина и центральному положению в политическом спектре, направлявшем заседания Думы. Вместо этого Дума категорически отказалась ответить на правительственный ультиматум немедленно (для этого имелись формальные процедурные предлоги), под председательством кадета А. А. Кизеветтера была создана специальная комиссия из 22 депутатов, которой следовало разобраться в деталях обвинения социал-демократов и доложить своё суждение Думе. Заседание продолжалось до глубокой ночи.
На следующий день комиссия начала свою работу. В комиссию прибыл представитель прокуратуры, и члены комиссии приступили к внимательному рассмотрению множества документов, изъятых у социал-демократов, и актов следствия.
Тем временем Дума собралась на заседание. Социал-демократы предложили использовать последний (предположительно) день работы Думы для того, чтобы нанести правительству наибольший в юридическом смысле ущерб: отклонить проект бюджета и законодательные акты по аграрной реформе, ранее принятые по статье 87 (см. выше) и внесённые в Думу для утверждения. Возобладала позиция кадетов, состоявшая в том, что следовало обсуждать текущие дела, как если бы ничего не происходило. К вечеру А. А. Кизеветтер доложил, что комиссия не успевает закончить работу ни сегодня, ни в воскресенье, 3 июня. Дума постановила собраться вновь в понедельник 4 июня.

### Развязка
В ночь с 1 на 2 июня необходимые правительственные акты были отпечатаны в обстановке повышенной секретности и утром 2 июня отправлены в Петергоф на утверждение Николаю II. Министры, собравшиеся в ожидании прибытия подписанных указов, обсуждали, как будет целесообразнее провести их в жизнь — распустить Думу немедленно или же дать ей один день для выполнения требований правительства.
Поздно вечером четыре кадетских депутата (В. А. Маклаков, П. Б. Струве, М. В. Челноков, С. Н. Булгаков), ранее имевшие неофициальные контакты со Столыпиным, отправились к нему в надежде как-то разрешить кризис. Столыпин держался доброжелательно, но был непреклонен. Ещё раз предложив принять условия правительства и получив отказ, Столыпин заметил: «…только запомните, что я вам скажу: это вы сейчас распустили Думу». Этот поступок, получивший ироническое название «чашка чая с премьером», послужил затем причиной широкого возмущения против его участников в рядах кадетской партии.
Указы прибыли от императора в ночь со 2 на 3 июня с письмом, в котором говорилось: «Я ждал целый день извещений ваших о роспуске проклятой Думы. Но вместе с тем сердце чуяло, что дело выйдет нечисто, а пойдёт в затяжку. Это недопустимо. Дума должна завтра, в воскресенье утром, быть распущена. Решимость и твёрдость». После этого указы о роспуске Думы, выборах новой Думы (созыв был назначен на 1 ноября 1907 года) и новый избирательный закон были обнародованы утром 3 июня. Пришедшие в Таврический дворец депутаты обнаружили, что он закрыт, охраняется полицией, а на дверях прикреплён императорский манифест о роспуске Думы. Манифест перечислял различные основания роспуска Думы (медленность рассмотрения и отклонение представленных правительством законопроектов, обращение права запросов в метод борьбы с правительством), причём составление социал-демократическими депутатами заговора не указывалось в качестве главнейшей причины.
Дума просуществовала 103 дня.

### Конституционный аспект роспуска Думы
Изменение избирательного закона без утверждения Государственной Думы и Государственного Совета представляло собой прямое нарушение статьи 87 Основных государственных законов, что дало основания описывать события как «Третьеиюньский переворот». Правительство делало попытки обосновать свою правовую позицию, цепляясь за неоднозначность Основных законов, статья 10 которых допускала издание императором законов единолично «в порядке верховного управления» (без всякого объяснения, в чём состоят эти законы и как это увязывается с требованиями статьи 87).
Действия Николая II привели конституционное право России в состояние неопределённости — после третьеиюньских событий невозможно было понять, сохраняет ли император за собой право изменить государственное устройство ещё раз, или же установившийся строй является незыблемым; позиция императора по этому вопросу никогда не была объявлена официально. Эта неопределённость была одной из причин беспокойства, охватившего большинство Думы в конце 1916 — начале 1917 года: в политической среде циркулировали слухи о том, что Николай II намеревается править без Думы.

## Новый избирательный закон и его результаты

### Избирательная система 1907 года
Избирательный закон («Положение о выборах в Государственную Думу») был практически переписан заново. Все изменения имели твёрдо намеченную цель — уменьшить представительство в Думе тех классов, слоёв населения и национальностей, представители которых в I и II Думах проявили себя оппозиционно. По выражению автора закона С. Е. Крыжановского, система давала «возможность предопределить число представителей от каждого класса населения, установив таким образом состав Думы в соответствии с видами правительственной власти».
Основные изменения были следующими:
- избиратели-горожане были разделены на две курии, с высшим и низшим имущественным цензом, норма представительства более обеспеченных горожан была выше;
- резко сократилось количество городов, выбирающих депутатов отдельно от своих губерний;
- существенно сократилось представительство Кавказа и Привислинских губерний (Царства Польского);
- полностью лишились представительства в Думе все жители Средней Азии, кочевые киргизы и калмыки, жители Якутской области;
- русское население Остзейских губерний и Царства Польского стало выбирать депутатов по отдельной курии, с большей нормой представительства, чем коренное население.

Но самая главная новация заключалась в том, что депутаты на квотированные избирательные мандаты крестьянской (волостной) и рабочей курий теперь избирались не своими куриями, а общим губернским избирательным собранием, большинство в котором всегда составляли совместно землевладельцы (крестьяне не считались землевладельцами) и горожане первой курии.

### Результаты выборов в III Думу

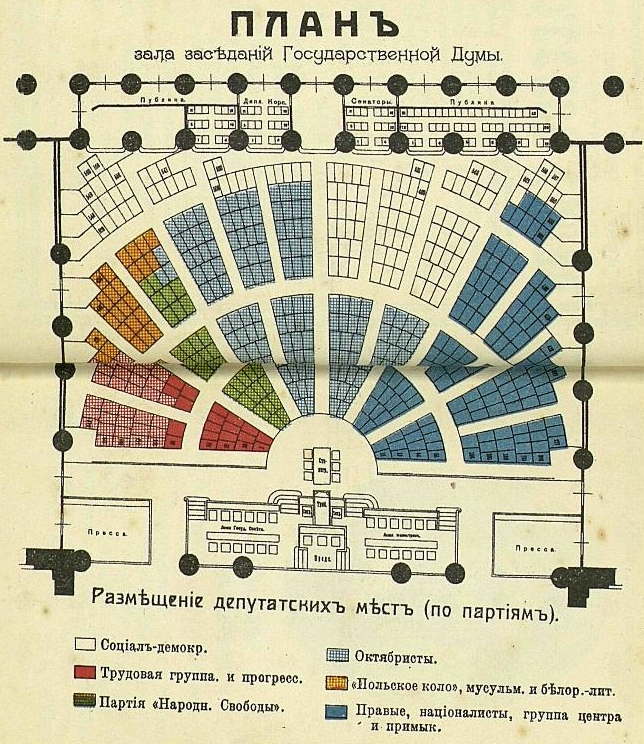
Схема распределения депутатов III Думы по фракциям

Результаты выборов в III Думу, открывшуюся 1 ноября 1907 года, полностью соответствовали ожиданиям правительства (список дан от левых фракций к правым; количество мандатов по новому закону уменьшилось с 518 до 442):
- фракция социал-демократов сократилась с 65 до 19 депутатов;
- социалисты-революционеры и народные социалисты (43 депутата во II Думе) бойкотировали выборы;
- фракция трудовиков сократилась со 103 до 10 депутатов;
- фракция конституционно-демократической партии уменьшилась с 98 до 53 депутатов, но при этом образовалась прогрессивная фракция (25 депутатов);
- исчезла казачья фракция (17 депутатов во II Думе), а национальные фракции (польское коло, польско-литовско-белорусская и мусульманская фракции) уменьшились совместно с 76 до 26 депутатов;
- фракция «Союза 17 октября» увеличилась с 20 до 148 депутатов;
- фракция умеренно-правых увеличилась с 24 до 69 депутатов, появилась новая фракция националистов из 26 депутатов;
- правая фракция увеличилась с 10 до 49 депутатов[52].

В новом парламенте необходимое для принятия законов простое большинство (221 голос) образовывалось как при блокировке октябристов с умеренно-правыми и националистами (эти две фракции затем слились), так и при блокировке октябристов с кадетами и прогрессистами. В то же время, все фракции как левее, так и правее октябристов не были способны набрать большинство голосов без участия октябристов.
Благодаря таким результатам выборов сразу же начала складываться устойчивая система с блокировкой двух фракций — ведущей октябристской и дополнительной националистической (ведущую роль во фракции играл Всероссийский национальный союз). При этом фракция октябристов не превращалась в марионеточную, а играла роль независимого партнёра правительства, так как имела возможность в любой момент переблокироваться с кадетами и прогрессистами, составив другое большинство. Лидеры националистической фракции, оказавшейся в менее независимом положении, установили тесные личные связи с П. А. Столыпиным.

## Политические последствия событий
Страна восприняла третьеиюньский переворот с полным спокойствием; многие наблюдатели были удивлены явным безразличием населения. Не было ни забастовок, ни манифестаций. Даже газеты комментировали роспуск Думы в спокойном тоне. Николай II, редко записывавший в своём дневнике впечатления от политических событий, на следующий день отметил: «Слава Богу, уже второй день после роспуска Думы, всюду полнейшее спокойствие!» Революционная активность также пошла на спад: значительно уменьшилось количество забастовок, крестьянских волнений. Террористические акты, совершаемые эсерами, продолжались; но к 1908 году террор также резко пошёл на спад. Стало очевидным, что Первая русская революция закончилась, а роспуск Думы был, по существу, её последним актом.
Политические последствия третьеиюньских событий имели огромное значение. Правительству удалось получить такой состав III Думы, который обеспечивал возможность конструктивной совместной работы. Крайние левые партии потеряли всякое значение при голосовании, влияние кадетов резко уменьшилось, власть в думе принадлежала спокойному и уравновешенному центру.
Но в системе имелся очень значимый недостаток. По выражению графа С. Ю. Витте, «…переворот этот по существу заключался в том, что новый выборный закон исключил из Думы народный голос, то есть голос масс и их представителей, а дал только голос сильным и послушным: дворянству, чиновничеству и частью послушному купечеству и промышленникам. Таким образом, Государственная Дума перестала быть выразительницей народных желаний, а явилась выразительницей только желаний сильных и богатых, желаний, делаемых притом в такой форме, чтобы не навлечь на себя строгого взгляда сверху». Широкие массы населения поняли, что новая Дума их не представляет (или представляет непропорционально слабо по отношению к имущим классам). Глубокая заинтересованность людей думской политикой, характерная для периода первых двух Дум, сменилась безразличием. Принятая правительством тактика заваливания Думы огромным количеством мелочных и малозначительных законов (так называемой «законодательной вермишелью») превратила Думу в место, где нечасто происходило что-либо значимое и интересное.
Законодательная система продолжала содержать в себе возможности взаимных блокировок, сторонам надлежало удерживать политический баланс. Ни правительству, ни Думе не был выгоден роспуск Думы, поэтому Думе приходилось обходить все острые темы, чтобы избежать скандалов между правыми и левыми. Отношения большинства Думы с Государственным Советом наладить не удалось, и многие важные законы отклонялись или задерживались второй палатой. В результате, законодательный процесс в части утверждения бюджета и мелких, малозначимых законов шёл гладко, но все важные законы заметно буксовали; от рассмотрения законов, затрагивающих гражданские права и свободы, сословные преимущества, дискриминацию евреев, Дума предпочитала воздерживаться.
Постепенно П. А. Столыпин в своих реформаторских начинаниях лишился поддержки царя и придворных кругов и так и не получил поддержку Думы. Из обширных планов Столыпина состоялась только одна большая реформа — аграрная, все остальные его широкие начинания были реализованы не полностью или совсем заглохли.
После начала Первой мировой войны третьеиюньская политическая система начала давать сбои. В сессию 1914—1915 годов IV Дума была созвана только на три дня, с единственной целью утверждения бюджета. Недоверие между правительством и парламентом постепенно нарастало. На фоне Великого отступления русской армии в августе 1915 года из различных думских фракций образовался обладавший большинством голосов Прогрессивный блок, позиции которого (требование «правительства общественного доверия») были противопоставлены правительственной политике. Тем самым, политическая основа третьеиюньской системы — обеспечение проправительственного большинства в Думе за счёт неравномерного представительства и имущественных избирательных цензов — была разрушена.
В ноябре 1914 года пять депутатов большевистской социал-демократической фракции IV Думы (А. Е. Бадаев, Г. Е. Петровский, М. К. Муранов, Н. Р. Шагов, Ф. Н. Самойлов) были обвинены в составлении антиправительственного заговора. На этот раз Дума немедленно лишила депутатов парламентской неприкосновенности, и в декабре 1914 года они были присуждены к ссылке на поселение.

## Суд над социал-демократическими депутатами
37 депутатов Думы были арестованы в ночь со 2 на 3 июня, непосредственно в тот момент, когда вступил в силу императорский указ о роспуске Думы и они лишились парламентской неприкосновенности. То, что большинство депутатов не успело бежать (хотя бы в близлежащую Финляндию), явилось следствием секретности, с которой правительство сумело подготовить переворот. Правительственный ультиматум 1 июня оказался настолько неожиданным, что большинство обвиняемых не успело принять никаких мер безопасности. Некоторые из них только что приехали с V съезда РСДРП из Лондона, не догадываясь, что их ждёт тюрьма. Л. Ф. Герус и И. П. Озол, являвшиеся главнейшими заговорщиками по правительственной версии, смогли бежать за границу и поселились в США.
Аресты членов Военной организации начались ещё до роспуска Думы (так, Е. Ярославский был арестован 25 мая, как только он вернулся со съезда) и продолжались в течение нескольких недель после роспуска. Всего был арестован 51 человек, примерно половина из них была солдатами.
Суд над депутатами открылся 22 ноября 1907 года. Так как судебный процесс был закрытым, обвиняемые отказались защищаться и вместе со своими адвокатами покинули зал суда. Суд закончился 1 декабря 1907 года. Особое присутствие Правительствующего Сената 1 декабря признало из числа подсудимых 38 виновными в приписываемых им преступных деяниях и определило: 1) 11 подсудимых: Аникина, Анисимова, Джапаридзе, Ломтатидзе, Егора Петрова, Серова, Церетели, Чащина, Сомотницкого, Морозову, Субботину лишить прав состояния и сослать на каторгу на 5 лет каждого, 2) 15 подсудимых: Баташова, Белоусова, Вагжанова, Виноградова, Голованова, Кириенко, Махарадзе, Миронова, Юдина, Архипова, Воробьёва, Долгова, Ковалёва, Колясникова и Эпштейна лишить прав состояния и сослать на каторгу на 4 года каждого; 2) 12 подсудимых: Белановского, Вовчинского, Измайлова, Калинина, Лопаткина, Нагих, Ивана Петрова, Приходько, Рубана, Фёдорова, Попова и Фишера лишить прав состояния и сослать на поселение; 3) Вахрушева, Губарева, Гуменко, Канделаки, Кациашвили, Марева, Рыбальченко, Сахно, Степанова, Фомичёва и Краменскова, ввиду недоказанности их виновности, признать оправданными по суду; сверх того, постановило: приговор, по вступлении в законную силу, представить чрез министра юстиции на усмотрение его императорского величества в отношении Белановского, Джапаридзе, Кириенко и Церетели.
Законодательство Российской империи признавало преступлением саму принадлежность к сообществам, имевшим целью насильственное изменение государственного строя; доказательная база для отнесения РСДРП к таким сообществам была хорошо разработана. Сложившаяся судебная практика была более мягкой — суды не удовлетворялись одной только принадлежностью обвиняемых к РСДРП и требовали доказательств персонального участия обвиняемых в конкретной деятельности, направленной на свержение существующего государственного строя. По этой причине прокуратура не решалась преследовать тех, кто открыто называл себя социал-демократом и вёл деятельность, направленную на реализацию той части программы РСДРП, которая не составляла преступления (борьба за улучшение рабочего и социального законодательства, изменение налоговой системы и т. п.). На этой, достаточно нетвёрдой, правовой базе думская фракция РСДРП могла действовать открыто до тех пор, пока действия депутатов находились в рамках их законных полномочий. Принятие депутатами наказа и общение с делегацией солдат полностью изменили формально-правовую оценку их деятельности — так как для нижних чинов армии все виды политической активности были противозаконными, эти действия депутатов рассматривались прокуратурой как «приготовление к бунту против Верховной власти», то есть активно преследуемое тяжкое преступление.
Депутаты А. Л. Джапаридзе, В. Д. Ломтатидзе и С. М. Джугели умерли в тюрьме, Г. Ф. Махарадзе сошёл в тюрьме с ума. Остальные осуждённые после заключения оказались в ссылке, где и находились до Февральской революции. Наибольшую известность из осуждённых в дальнейшем получил меньшевик Ираклий Церетели, министр почт и телеграфа Временного правительства.
Параллельно проходило и несколько массовых судебных процессов над арестованными по делу Военной организации. В сентябре 1907 года было признано виновными 17 социал-демократов, арестованных ещё в 1906 году, а 13 ноября 1908 года к каторжным работам приговорили ещё 22 обвиняемых, арестованных после роспуска Думы. В марте 1908 года состоялись новые массовые аресты членов Военной организации, 32 из них были приговорены к различным наказаниям в сентябре 1908 года. Из осуждённых по делу Военной организации наибольшую известность затем получил лидер «воинствующих безбожников» Емельян Ярославский.
Благодаря этим развёрнутым репрессивным мерам правительству удалось серьёзно подавить деятельность РСДРП. Не было и речи о том, чтобы лидеры партии вернулись в Россию из эмиграции. Массовые аресты активистов в России ограничили возможности низовых партийных ячеек.
По словам И. В. Сталина, рабочее движение в России окончилось забастовкой в Батуми 22 ноября по поводу начала суда над депутатами.

## Разоблачения в 1911—1913 годах и расследование Чрезвычайной следственной комиссии

### Разоблачения в 1911 году
В 1911 году разразился скандал. Бывший агент Охранного отделения Болеслав Бродский, бежавший за границу, решил вернуться в Россию; нуждаясь в средствах, он вымогал деньги у Департамента полиции, угрожая раскрыть известные ему подробности. Эмигрант Бродский завидовал своей коллеге Шорниковой, жившей в России, и в случае отказа в своих требованиях угрожал выдать и её (и тот факт, что Шорникова, разыскиваемая по суду, в то же время живёт под прикрытием полиции). Так как полиция не поддалась на шантаж, в июле 1911 года Бродский дал подробное интервью эсеровской газете «Будущее», издававшейся в Париже. 18 августа 1911 года подал прошение на Высочайшее имя, в котором просил о предании себя суду за участие в полицейской провокации, каковой он считал события, явившиеся предлогом для роспуска Думы. Бродский утверждал, что он с ведома полковника А. В. Герасимова и директора Департамента полиции Трусевича был инициатором посылки в социал-демократическую фракцию делегации солдат и переодевал солдат в гражданское платье на своей квартире перед отправлением делегации. Бродский также утверждал, что текст наказа был выработан непосредственно в Охранном отделении под руководством Герасимова. Заявление Бродского было сделано при содействии разоблачителя Е. Азефа, известнейшего борца с полицейскими провокациями В. Л. Бурцева, на тот момент находившегося в эмиграции в Париже.
17 октября 1911 года депутат III Думы кадет Н. В. Тесленко, бывший докладчиком комиссии Кизеветтера 1—3 июня 1907 года, во время думского заседания заявил о том, что комиссия 3 июня пришла к убеждению в том, что «…дело идёт не о заговоре, учинённом социал-демократами против государства, а о заговоре, учинённом Петербургским охранным отделением против второй Государственной думы», и только роспуск Думы помешал ей обнародовать свои заключения 4 июня. Это заявление немедленно послужило основой для резкой статьи В. И. Ленина в «Bulletin Périodique du Bureau Socialiste International».
Социал-демократическая фракция III Думы 15 ноября 1911 года внесла проект запроса Думы правительству с просьбой дать комментарий данным утверждениям. В запросе, составленном в самых резких выражениях, объявлялось, что и сама Военная организация РСДРП была создана агентами полиции, и солдатский наказ был составлен полицией с единственной целью несправедливо обвинить и предать суду социал-демократических депутатов Думы. Так как председательствующий потребовал обсуждения за закрытыми дверями, то социал-демократы, заинтересованные в максимально возможной огласке данной темы, отказались от запроса. Социал-демократы в те дни ещё трижды вносили свой запрос в III Думу, но октябристско-националистическое большинство Думы так и не дало им возможности обсудить данную тему публично.

### Новые разоблачения в 1913 году
Затем достоянием гласности стали новые компрометирующие правительство данные. Агент Охранного отделения Екатерина Шорникова, второй участник событий со стороны полиции, ещё в 1907 году для сохранения конспирации была заочно приговорена к тюремному заключению наряду с другими обвиняемыми. Полиция помогла Шорниковой скрыться, снабдив её фальшивым паспортом. Продолжать деятельность в качестве агента Шорникова не могла, так как РСДРП стало известно её сотрудничество с полицией; ей приходилось скрываться, жить по поддельным паспортам и часто менять место жительства, пользуясь скрытой полицейской поддержкой. В июле 1913 года Шорникова, уставшая жить в нищете на нелегальном положении, потребовала от полиции помочь ей переселиться в США и выдать необходимую денежную помощь. Так как ситуация угрожала разоблачениями, решение вопроса дошло до уровня премьер-министра В. Н. Коковцова. Коковцов, ранее не имевший никакого представления об этой истории, вызвал директора Департамента полиции С. П. Белецкого, бывшего в курсе дела. Коковцов по результатам обсуждения с С. П. Белецким и товарищем министра внутренних дел В. Ф. Джунковским принял решение на шантаж не поддаваться, так как всем уже давно стало известно, что Шорникова была полицейским провокатором, но в то же время Коковцов согласился официально реабилитировать Шорникову. Несмотря на каникулярное время, было экстренно созвано Особое присутствие Сената, которое, заслушав представление прокуратуры, постановило освободить Шорникову от уголовной ответственности. В сентябре 1913 года Шорникова, получившая по распоряжению Джунковского 1800 рублей, выехала за границу; дальнейшая её судьба неизвестна.
Неизвестным образом документы секретного заседания Сената попали в распоряжение РСДРП. Из них следовало, что Шорникова, будучи платным агентом полиции, приглашала нижних чинов на конспиративные собрания, перепечатывала на машинке текст «наказа» и зачитывала его солдатской делегации, прежде чем та отправилась в штаб-квартиру социал-демократической фракции.
25 октября 1913 года социал-демократическая фракция в IV Думе предприняла последнюю попытку выступить с запросом правительству. Теперь запрос был дополнен новыми сведениями о деятельности Е. Шорниковой. Дело, как и в предыдущие попытки, закончилось скандалом — после чрезвычайно горячего обсуждения 1 ноября запрос был принят Думой без заявления спешности, то есть не отправлен правительству, а передан в специальную комиссию, где он и остался навсегда; социал-демократы, изобразив горчайшее разочарование, более не возвращались к вопросу. Первым из подписавших запрос и основным его защитником в заседании Думы был лидер фракции социал-демократов Роман Малиновский, также секретный сотрудник Охранного отделения.
Попытки РСДРП поддержать интерес к расследованию роспуска II Думы имели частичный успех — добиться обсуждения вопроса ни в III, ни в IV Думе не удалось; причина этого была в том, что партии большинства Думы (октябристы и националисты) были обязаны своим положением Третьеиюньской избирательной системе и не хотели огласки неприятного эпизода. В то же время, тема широко обсуждалась в оппозиционной печати, а мнение о том, что «солдатский наказ» был от начала до конца провокацией полиции, распространилось в обществе.

### Расследование в 1917 году
После Февральской революции Чрезвычайная следственная комиссия Временного правительства допрашивала причастных к делу лиц: генерал-лейтенанта А. В. Герасимова, генерал-майора М. С. Комиссарова, директора Департамента полиции (в 1912—1914 годах) С. П. Белецкого и товарища министра внутренних дел (в 1907 году) С. Е. Крыжановского. Герасимов изворачивался, притворялся, что всё забыл, и не сообщил Комиссии ничего значимого. Комиссаров, не имевший прямого отношения к событиям, знал только общую канву дела; зато он подробно рассказал о мытарствах Шорниковой после 1907 года и предпринятой ею попытке шантажа. Белецкий очень подробно и открыто рассказал об истории скандала 1913 года, но о событиях 1907 года имел мало сведений, так как в то время он ещё не служил в Департаменте полиции. Допрос Крыжановского оказался более информативным, так как Комиссия располагала его достаточно откровенными дневниковыми или мемуарными записями, а также конфиденциальными записками Столыпина, ближайшим помощником которого по политическим вопросам являлся Крыжановский. В частности, в личных бумагах Крыжановского было записано: «Едва ли не стараниями Герасимова и неопытностью Столыпина объясняется счастливое для него возникновение заговора среди членов Государственной Думы», что представляет собой намёк на ведущую роль Герасимова в провокации при неосведомлённости или обмане Столыпина.

## Оценка событий современниками и историками

### Мнения современников о Третьеиюньском перевороте
Оценки современников были в большинстве случаев полярными и связанными с политической позицией наблюдателя, демонстрируя характерную для той эпохи разделённость общества и охвативший нацию дух борьбы.
Те, кто придерживался официальной позиции, делали акцент на положительных последствиях третьеиюньских событий: «Созыв Думы и деятельность третьей из них, то есть первой из занимавшихся делом, сразу изменили всё положение. Политическое неудовольствие в значительной его части отхлынуло с мест в Думу и в ней сосредоточилось, как в трубе, а то, что осталось на местах и что ждало от народного представительства какого-то чуда, перенесло всё своё раздражение на Думу. Правительство, правда, сильно ругали, но зато в стране могли сложиться течения, ставшие решительно на его защиту. Убийства приобрели уже значение насильственного и непрошенного вмешательства в общественную жизнь, как бы вмешательства в права Думы. Правительство выросло и стало увереннее».
РСДРП (а за ней и советские историки) представляла роспуск II Думы как звено в цепи чёрных злодейств: «Разогнав II Государственную думу и расправившись с социал-демократической фракцией Государственной думы, царское правительство стало усиленно громить политические и экономические организации пролетариата. Каторжные тюрьмы, крепости и места ссылки переполнились революционерами. Революционеров зверски избивали в тюрьмах, подвергали пыткам и мучениям. Черносотенный террор свирепствовал вовсю. Царский министр Столыпин покрыл виселицами страну».
Примером взвешенной оценки событий могут служить суждения кадетского политика В. А. Маклакова, человека хорошо осведомлённого и в думских, и в правительственных делах (его брат Н. А. Маклаков был крупным чиновником, с 1912 года министром внутренних дел). Маклаков метко замечал: «Думу не потому распустили, что открыли заговор, а заговор „открыли“ потому, что Думу было решено распустить». Об истории с наказом Маклаков писал: «Не Шорникова создала революционную работу социал-демократов в войсках, как не Азеф плодил террористов. Пропаганда социал-демократов в войсках, действительно, велась очень давно. …Важно, что при помощи агентов раскрыть видимость заговора среди думских социал-демократов было всегда очень легко. Это и было сделано тогда, когда сочли нужным с Думой покончить». Маклаков также разделяет убеждение, что инцидент с Зурабовым 17 апреля послужил переломным моментом, после которого Дума была обречена. По его мнению, Столыпин до самого конца имел надежды наладить работу с Думой, но на него давил Николай II, решительно (под влиянием ультраправых) настроившийся на её роспуск.
Поэт А. А. Блок написал 3 июня 1907 года стихотворения «Я ухо приложил к земле…» и «Тропами тайными, ночными…», в которых выразил уверенность в неизбежной победе демократических сил, несмотря на имевшую место «случайную победу» реакции.

### Эпизод с «солдатским наказом»
Невыясненным остаётся эпизод с участием информаторов полиции Шорниковой и Бродского в составлении «солдатского наказа» и посылке солдатской делегации к думцам. Лица, знавшие правду (прежде всего А. В. Герасимов), имели веские причины её скрывать. Секретная полицейская переписка по этой теме не введена в научный оборот (с большой долей вероятности она была уничтожена при погроме архивов политической полиции в дни Февральской революции).
С равной вероятностью возможны три варианта развития событий:
- социал-демократы сами составили солдатский наказ и решили послать делегацию солдат к депутатам Думы, полицейские информаторы просто доложили об этом начальству. Столыпин, искавший подходящего предлога для роспуска Думы, удачно использовал обстоятельства[80];
- весь эпизод с солдатским наказом и посылкой делегации был инспирирован полицейскими провокаторами по указанию Охранного отделения, которое, как это обычно и происходило, ловило требования политического момента и пыталось предстать в выгодном свете перед министерским начальством[81];
- Столыпин дал прямые указания Охранному отделению организовать провокацию, чтобы использовать её результаты как предлог для разгона Думы[82].

Так как прямые документальные свидетельства, подтверждающие одну из версий, отсутствуют, а косвенные свидетельства имеются в пользу всех трёх версий, надеяться на разрешение этой исторической тайны не приходится.

### Оценка событий современной исторической наукой
Советская историческая наука по идеологическим причинам не была способна на взвешенную оценку третьеиюньских событий: и личность Столыпина, и сами события уже были оценены в крайне негативном ключе В. И. Лениным («обер-вешатель», «погромщик»), что делало невозможным выражение противоположных мнений. Как пример ультракритического отношения к действиям П. А. Столыпина можно привести яркие книги А. Я. Авреха, в которых политический курс Столыпина характеризуется как «бонапартизм», а вся его политическая деятельность — как деструктивная и полностью безрезультатная.
Историография послесоветского периода даёт примеры более спокойной, а в некоторых случаях и сочувственной оценки третьеиюньского переворота.
Б. Н. Миронов в «Социальной истории России», признавая различные недостатки избирательной системы 1907 года, считает наиболее значимым результатом данных событий создание эффективно действующего парламента.
Ричард Пайпс в книге «Русская революция» также описывает третьеиюньские события не как государственный переворот, а как непринципиальное нарушение конституции, имеющее целью создание жизнеспособного парламента, то есть как действие, произведённое в интересах развития системы представительного правления.
Историк российского парламентаризма И. К. Кирьянов считает, что Столыпин «покончил с состоянием неопределённости, характерным для периода деятельности первых двух созывов Дум, но сохранил сам институт законодательного народного представительства»; ответственность за неуспех II Думы, по мнению Кирьянова, лежит не только на Столыпине, но и на неуступчивых лидерах кадетов.
Схожее мнение выражает автор монографии «История России. XX век» А. Б. Зубов: «Очевидно, что Дума, бойкотирующая любые начинания правительства, никогда не одобрит свой роспуск и новый порядок избрания депутатов. Фальсификация же результатов выборов даже в голову не могла прийти ни Царю, ни Столыпину. <…> В той политической обстановке, которая сложилась в России в ходе революции 1905—1906 гг., Манифест 3 июня являлся наименьшим злом. <…> Юридически происшедшее являлось „государственным переворотом“, но политически это была единственная возможность спасти государственный порядок и сохранить парламентские законодательные учреждения».
Новейшая историческая литература, посвящённая персонально П. А. Столыпину, оценивает всю его деятельность преимущественно весьма высоко. Вопрос о предполагаемой провокации против социал-демократических депутатов, казавшийся в дореволюционную эпоху наиболее «горячим», по прошествии лет (и из-за отсутствия удовлетворительных документальных свидетельств) потерял остроту и в ряде[каких?] фундаментальных работ не упоминается вовсе.

## Законодательные акты
- Основные Государственные Законы Российской Империи в редакции 23 апреля 1906 года
- Выборы в I-IV Государственные Думы Российской империи (Воспоминания современников. Материалы и документы) / ЦИК РФ. Под ред. А. В. Иванченко. — М., 2008. — 860 с. Содержит Положения о выборах 1906 и 1907 года.